# لغة معزولة

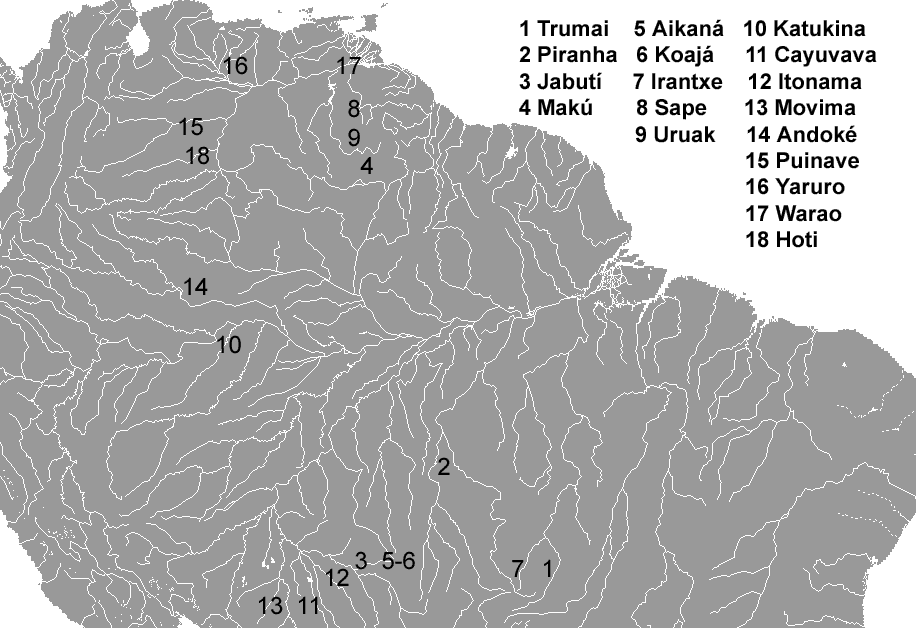
ثمان عشرة لغة معزولة في أمازونيا

تكون لغة معزولة، أيما لغة طبيعية ليست لها أية قرابة أو نسب إلى غيرها من اللغات، أي كل واحدة لم تثبت صلتها بأحد أصول اللغات المعروفة.

## قائمة اللغات المعزولة حسب القارات

### آسيا
| لغة     | حالة  | تعليق           |                                                             |
| ------- | ----- | --------------- | ----------------------------------------------------------- |
| بروشسكي | محكية | في شمال باكستان | اللغة السومرية لغة قديمة كانت تستعمل فيما يسمى الآن بالعراق |

### أوروبا
| لغة    | حالة  | تعليق          |
| ------ | ----- | -------------- |
| باسكية | محكية | في بلاد الباسك |